# Зеленов, Юрий Николаевич
Юрий Николаевич Зеленов (род. 21 января 1973) — узбекистанский и российский футболист, полузащитник.

## Карьера
В 1993 году выступал в Высшей лиге Узбекистана за «Кушон», сыграл 20 матчей. В 1994 году перебрался в Россию. Выступал за «Океан», «Томь», «Самотлор XXI». В составе томского клуба в 1997 году стал победителем зоны «Восток» Второго дивизиона. В первой половине 1999 года провёл 6 матчей в Высшей лиге Казахстана за клуб чимкентский «Синтез», после чего вернулся в «Томь», выступал за которую следующие два с половиной сезона. За всё время пребывания в «Томи» сыграл 113 матчей и забил 8 голов во всех турнирах, из них в первенствах страны — 106 матчей и 7 голов. Отличался дальним вбрасыванием мяча из-за боковой и исполнением акробатических трюков при этом. В последние годы карьеры играл во Втором дивизионе за «Содовик» и камышинский «Текстильщик».

## Достижения
- Победитель зоны «Восток» Второго дивизиона: 1997
- Серебряный призёр зоны «Урал» Второго дивизиона: 2002
- Бронзовый призёр зоны «Урал-Поволжье» Второго дивизиона: 2003